# Дмитровка (Фастовский район)
Дми́тровка (укр. Дмитрівка) — село, входит в Фастовский район Киевской области Украины.

## География
Село расположено на левом берегу Унавы (притоке Ирпеня), занимает площадь 3,18 км².

## Население
Население по переписи 2001 года составляло 595 человек.

## История
Л. И. Похилевич в книге «Сказания о населённых местностях Киевской губернии» (1864) писал:

«Противоположная сторона реки Унавы принадлежит к Хвастовскому казенному имению. Заречная часть села, населенная уже казенными жителями в числе 509 душ обоего пола, называется Дмитревкой; а немного ниже по реке Унаве, на левой стороне, в 3-х верстах от Дмитревки казенная деревня Волица, в коей 695 душ.»

## Местный совет
Село Дмитровка — административный центр Дмитровского сельского совета.
Адрес местного совета: 08533, Киевская обл., Фастовский р-н, с. Дмитровка, ул. Кольцевая, 18.